# Os rostral

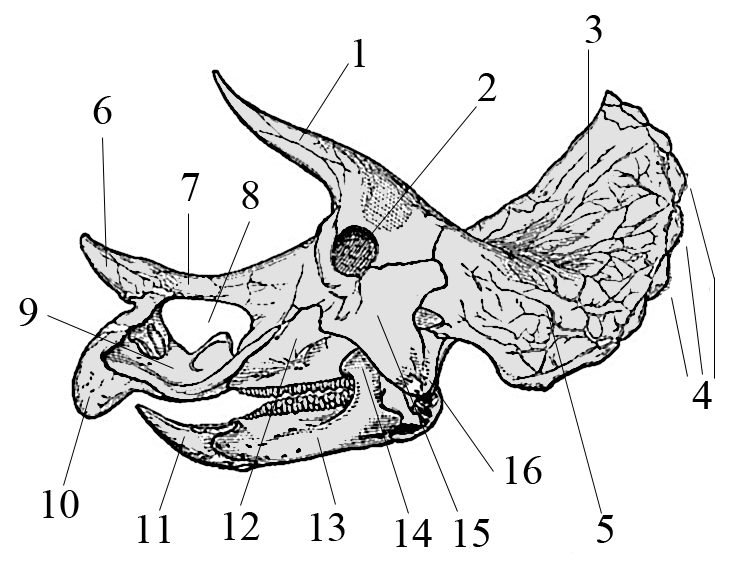
Crâne de Triceratops prorsus
1 Corne frontale sur l'os postorbitaire
2 Orbite
3 Os pariétal
4 Os époccipitaux
5 Os squamosal
6 Corne nasale
7 Os nasal
8 Narine
9 Prémaxillaire
10 Os rostral
11 Os prédentaire
12 Maxillaire
13 Os dentaire
14 Apophyse coronoïde
15 Os jugal
16 Os épijugal.

L’os rostral est un os sans dent situé à la partie antérieure de la mâchoire supérieure des seuls dinosaures cératopsiens. Othniel Charles Marsh a reconnu et nommé cet os, qui se comporte comme le pendant de l'os prédentaire de la mâchoire inférieure.